# Програмований логічний контролер

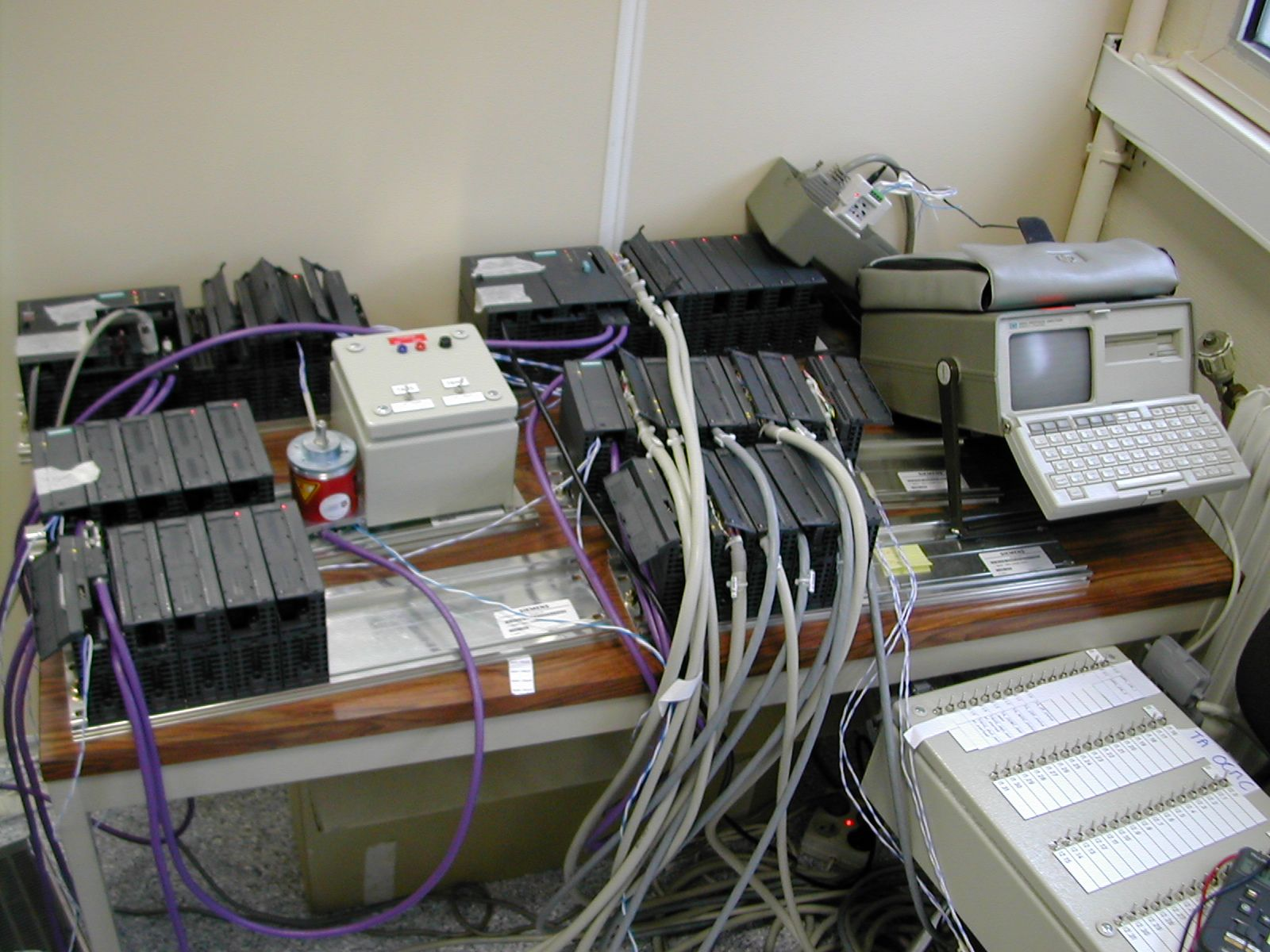
Програмований логічний контролер

Програмо́ваний логі́чний контро́лер (ПЛК) (англ. programmable logic controller (PLC))  — електронний пристрій, який використовується для автоматизації технологічних процесів таких як, керування конвеєрною лінією, насосами на станціях водопостачання, верстатами з числовим програмним керуванням тощо. По суті, це апаратно-програмна система реального часу — комп'ютер, призначений для запуску операційної системи реального часу і прикладних програм, що реалізують потрібні алгоритми. Основною його відмінністю від комп'ютерів загального призначення є значна кількість пристроїв вводу-виводу для давачів та виконавчих пристроїв, а також можливість надійної роботи при несприятливих умовах: широкий діапазон температур, висока вологість, сильні електромагнітні завади, вібрації тощо.
ПЛК мають ряд особливостей, що відрізняють їх від інших електронних пристроїв, які застосовуються на виробництві:
- на відміну від мікроконтролера (однокристального комп'ютера) — мікросхеми, призначеної для управління електронними пристроями — ПЛК є самостійним пристроєм, а не окремою мікросхемою.
- на відміну від комп'ютерів, орієнтованих на прийняття рішень і управління оператором, ПЛК орієнтовані на роботу з машинами через розгалужену систему вводу-виводу для введення сигналів датчиків і виведення сигналів на виконавчі механізми;
- на відміну від вбудованих систем ПЛК виготовляються як самостійні вироби, відокремлені від керованого за його допомоги обладнання.

## Історія розвитку
Спочатку логічні контролери з'явилися у вигляді шаф з набором сполучених між собою реле і контактів. Ця схема задавалася жорстко на етапі проектування і її не можна було змінити надалі.
Початок програмованим пристроям для автоматизації покладено наприкінці 1967 року Діком Морлі (Richard E. Morley), який у той час тестував в заснованій ним компанії Bedford Associates прилад-прототип програмованого логічного контролера — MOdular DIgital CONtroller (Modicon). У цей новаторський пристрій величиною з холодильник могла бути записана програма розміром не більше 125 чотирибітових слів. Морлі поступово нарощував об'єм пам'яті своєї розробки: спочатку до 1 кБ, потім до 2 кБ і до 3 кБ. А офіційно представлена у 1968 році модель Modicon 084 вже мала обсяг пам'яті у 4 кБ.
У ПЛК, що прийшов на заміну звичайним логічним контролерам, логіка електричних сполучень програмувалася схемою з'єднань LD (Ladder logic Diagram). Пристрій мав той же принцип роботи, але реле і контакти (окрім вхідних і вихідних) були віртуальними, тобто існували у вигляді програми, що виконується мікроконтролером ПЛК. Сучасні ПЛК є вільно програмованими.
Уже наприкінці 1973 року в США в галузі металообробки налічувалось понад 3000 ПЛК. У ФРН в 1976 році було встановлених близько 1000 ПЛК і на ринку в той час пропонували свої ПЛК уже 43 виробники.
Усі творчі сили компанії Bedford Associates були спрямовані на вдосконаленні винаходу свого шефа, і цілком логічно, що незабаром вона була перейменована в Modicon Company. Але масового поширення ПЛК стали набувати тільки у 80-і роки. І тоді у світі автоматизації сталася сенсація  — солідний німецький електротехнічний концерн AEG купив крихітну американську фірму, в якій працювало усього 26 чоловік. У подальшому, в 1998 році AEG продав Modicon Company виробникові низьковольтної техніки і засобів автоматизації  — компанії Schneider Electric. Нове придбання французького гіганта увійшло до групи Telemecanique, і відтоді на ПЛК марки Modicon наноситься товарний знак Telemecanique.
В 1975 році на ринок вийшла перша модель вільнопрограмованого контролера Simatic S3 компанії Siemens AG. В 1978—1979 роках на зміну серії SIMATIC S3 прийшла SIMATIC S5  — перша вільнопрограмована система автоматизації, що набула поширення у всьому світі і використовувала мову програмування SIMATIC STEP 5. Наступним кроком у розвитку систем автоматизації був випуск нової серії ПЛК SIMATIC S7, що розвивається і зараз.
У системах керування технологічними об'єктами логічні команди переважають над числовими операціями, що дозволяє при відносній простоті мікроконтролера (шини розрядністю 8 або 16 біт), отримати потужні системи, що працюють в режимі реального часу. У сучасних ПЛК числові операції реалізуються нарівні з логічними. В той же час, на відміну від більшості процесорів комп'ютерів, в ПЛК забезпечується доступ до окремих бітів пам'яті.
Останнє досягнення Schneider Electric — нове сімейство програмованих логічних контролерів Modicon М340, що прийшло на український ринок на початку 2008 року. Пристрої цієї серії виконані на базі процесорів ВМХ Р34 і орієнтуються на технічні вирішення середньої і малої складності з невеликою кількістю входів/виходів. ПЛК має порти Ethernet TCP/IP, CANopen Modbus, USB. 64-канальні модулі контролера монтуються на шасі, що має 4, 6, 8 або 12 платомісць. Розміри базової моделі — 100х93×32 мм. Система програмування UnityPro підтримує п'ять мов програмування, що відповідають стандарту IEC 61131-3.

## Будова та принцип роботи ПЛК
Основним принципом дії ПЛК є циклічна робота, у якій контролер виконує по черзі окремі команди у такій послідовності, в якій вони записані у програмі. На початку кожного циклу програма зчитує «картину» стану входів контролера та записує їх стани (таблиця стану входів процесу). Після виконання всіх команд і визначення (підрахунку) актуального для даної ситуації стану виходів, контролер вписує стани виходів до пам'яті, що є таблицею стану виходів процесу а операційна система виставляє відповідні сигнали на виходи, котрі керують виконавчими механізмами. Отже всі сигнальні комбінації подаються у вхідний модуль контролера, а програма відслідковує їх картину та реагує зміною станів виходів на основі закладеного алгоритму.
Цикл роботи ПЛК може виглядати як послідовність кроків:
1. Автодіагностика.
2. Зчитування входів.
3. Виконання програми.
4. Комунікаційні завдання.
5. Встановлення станів виходів.

ПЛК може складатися з:
- модуля центрального процесора (CPU);
- модуля аналогових виходів;
- модуля аналогових входів;
- модуля комунікацій;
- модуля дискретних виходів;
- модуля дискретних входів;
- модуля керування осями;
- модуля лічильників;
- спеціальних модулів;
- блоків пам'яті ROM, PROM, EPROM, EEPROM.

## Мови програмування ПЛК
Фірми, що випускають ПЛК, надають зазвичай разом з ними середовище програмування (наприклад, CODESYS чи Simatic Step 7 для контролерів Simatic), що дозволяє писати прикладне програмне забезпечення однією або декількома мовами програмування. Ці мови зазвичай у більшій чи меншій мірі відповідають рекомендаціям норм IEC 61131-3:
- LD (англ. Ladder Diagram) східчаста діаграма (мова релейних схем) — схема, наближена до класичного технічного електричного креслення;
- FBD (англ. Function Block Diagram) — діаграма функційних блоків (графічна мова) — послідовність ліній, що містять функційні блоки;
- ST (англ. Structured Text) структурований текст — мова, близька до мови Pascal;
- IL (англ. Instruction List) список інструкцій — вид асемблера;
- SFC (англ. Sequential Function Chart) послідовний ряд блоків (мова діаграм станів) — послідовність програмових блоків з умовними переходу, використовується для програмування автоматів.

## Комунікації
- RS-232
- RS-485
- Profibus
- CAN
- AS-Interface
- Промисловий Ethernet